# The Algorithm
The Algorithm is een muzikaal project van de Franse muzikant Rémi Gallego. Het combineert electro met kenmerken van progressieve metal. Gallego koos de naam The Algorithm om de complexiteit van zijn elektronische muziek aan te geven.

## Geschiedenis

### Eerste jaren
Nadat Rémi Gallego's band Dying Breath uit elkaar ging, besloot hij in 2009 naar potentiële nieuwe bandleden te zoeken die meer gefocust waren op mathcore, geïnspireerd door grote namen binnen het genre zoals The Dillinger Escape Plan. Na een vergeefse zoektocht naar bandleden besloot Gallego het heft in eigen handen te nemen en begon met zijn gitaar en digitale audio zijn eigen muziek te produceren.
In december 2009 en juli 2010 bracht hij twee demo's uit, The Doppler Effect en CRITICAL.ERROR, die op de website gratis digitaal te downloaden waren. Gallego liet eind 2010 weten dat hij aan een nieuw ep aan het werken was, maar die is nooit afgemaakt. Daarbij kwam nog dat hij live-optredens aan het voorbereiden was.

### Eerste liveoptredens en komst van Mike Malyan
In augustus 2011 bracht Gallego een compilatie uit onder de naam "Method", waar alle nummers van voorgaande ep's op staan. Daarna, in oktober 2011, trad hij live op in Keulen op het jaarlijkse Euro Blast Festival met namen als Textures, TesseracT en Vildhjarta.
Een maand later kwam Mike Malyan, drummer van de band Monument, met een drumcovervideo van het nummer "Isometry", die hij vervolgens uploadde op YouTube.
Hierna haalde Gallego Malyan over dat het mogelijk was de nummers op een echte drumkit te spelen en begon Malyan live mee te spelen. Diezelfde maand tekende Gallego bij het Britse Basick Records.
In januari 2012 bracht Gallego de single "Tr0jans" uit via Basick Records, alleen verkrijgbaar via download. Dit werd gevolgd door optredens in Karlsruhe en het UK Tech Metalfest in Londen, waar hij optrad met onder andere Uneven Structure en Chimp Spanner. Op 19 november 2012 bracht Gallego Polymorphic Code uit via Basick Records, het eerste album met zeven nieuwe tracks. In januari 2013 speelde Gallego met Enter Shikari en Cancer Bats op een concert in Parijs.

## Stijl

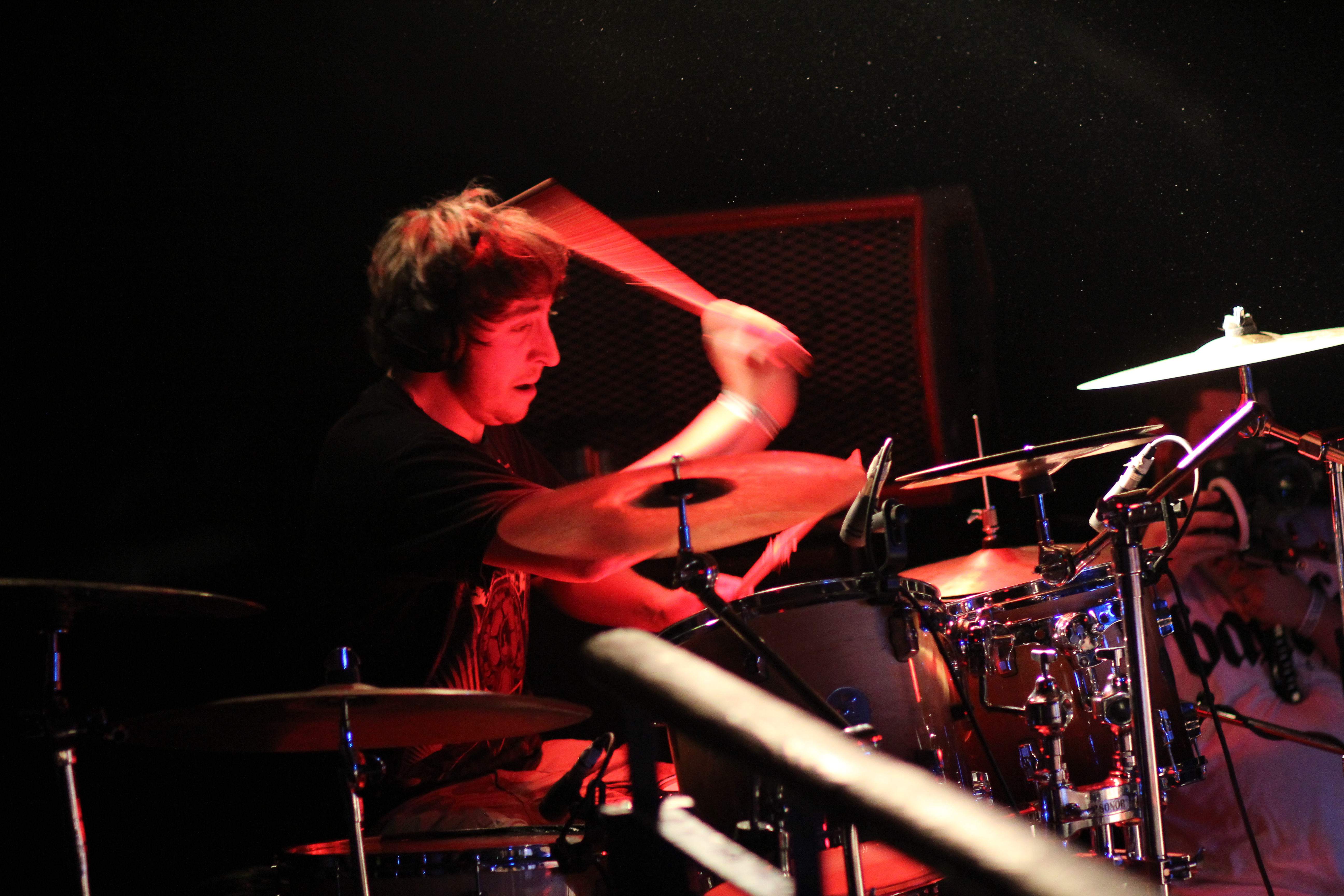
Mike Malyan live met The Algorithm (2012)

Voor liveoptredens gebruikt Rémi Gallego een Akai APC40, een digitaal audiowerkstation geproduceerd door het bedrijf Akai, met invloeden van het Duitse bedrijf Ableton. Ook is er op bijna elk nummer een vrouwelijke stem te horen. Dit is de stem van Florent Latorre, een vriendin van Gallego.

## Discografie

### Albums
- 2012:  Polymorphic Code
- 2014:  Octopus4
- 2016:  Brute Force

### Singles
- 2012:  Tr0jans
- 2014:  synthezi3r
- 2014:  Terminal
- 2015:  Neotokyo
- 2016:  Floating Point (Vaporwave Remix)
- 2016:  Rootkit (Chiptune-remix)

### Ep's
- 2010:  Identity
- 2016:  Brute Force: Overclock
- 2017:  Brute Force: Code Source

### Demo's
- 2009:  Het Doppler-effect
- 2010:  CRITICAL.ERROR

### Compilaties
- 2011:  Methode_